# Edward Szymkowiak
Edward Szymkowiak (* 13. März 1932 in Szopienice; † 28. Januar 1990 in Bytom) war ein polnischer Fußballtorhüter.

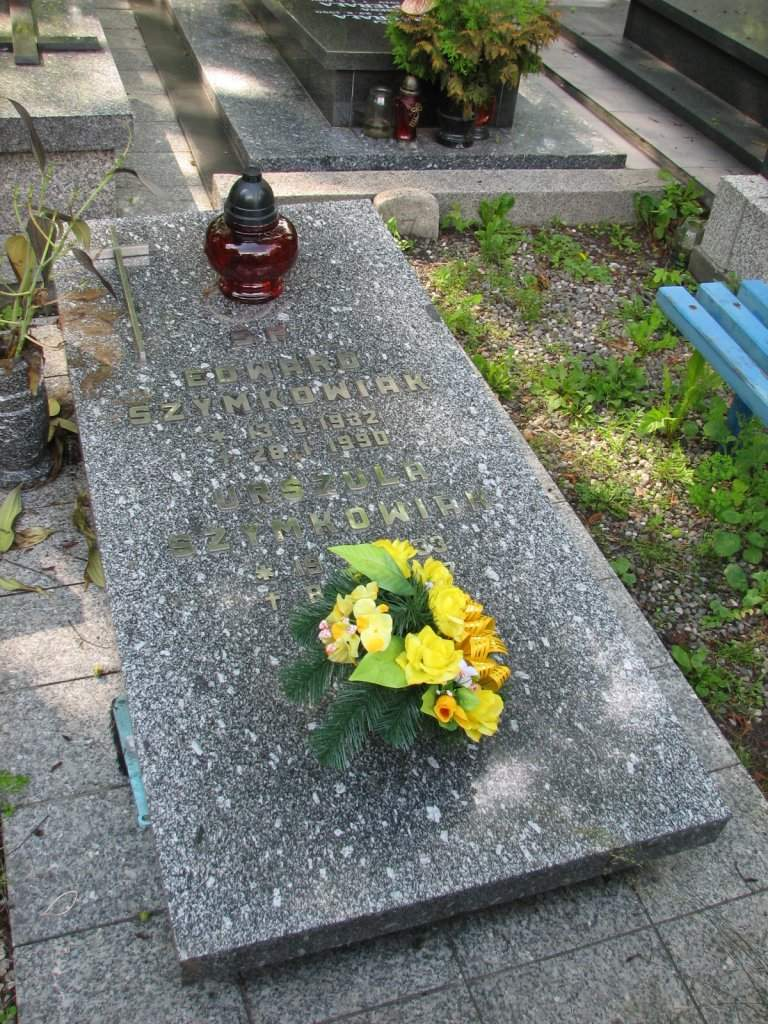
Grab von Edward Szymkowiak

## Karriere
Szymkowiak gab sein Debüt bei kleinen Heimatvereinen wie TuS Bogucice (1944) und KS 22 Mała Dąbrówka (1945–1949). Von 1950 bis 1952 spielte er bei Ruch Chorzów, wo er zweimal polnischer Meister wurde. 1952 wechselte er zu Garnizonowy WKS Bielsko; von 1953 bis 1956 spielte er bei Legia Warschau, wo er wiederum zweimal polnischer Meister wurde. Zwischen 1957 und 1969 spielte Szymkowiak bei Polonia Bytom, wo er unter anderem einmal polnischer Meister wurde und seine Karriere beendete.
In der Saison 1964/65 gewann Szymkowiak der Polonia den International Football Cup, welcher dem heutigen Intertoto Cup entspricht. Er bekam von der polnischen Sport-Zeitung Sport insgesamt viermal die Auszeichnung des goldenen Schuhs.
Ihm zu Ehren trägt das Stadion von Polonia Bytom den Namen Edward-Szymkowiak-Stadion.
Für die polnische Fußballnationalmannschaft absolvierte Szymkowiak 53 Spiele. Er debütierte am 25. Mai 1952 unter Michał Matyas gegen Rumänien. Sein letztes Länderspiel bestritt er am 26. September 1965 gegen Finnland. Als Nationalspieler nahm er außerdem an den Olympischen Sommerspielen 1952 in Helsinki und 1960 Rom teil.

## Erfolge
- 5 × polnischer Meister
- 3 × polnischer Vize-Meister
- 1 × polnischer Pokalfinalist
- 1 × International-Football-Cup-Sieger (1964/65)